# Storia dell'interpretazione

## Età antica
Visti il carattere orale ed evanescente dell'interpretazione, il ruolo di secondo piano che di solito riveste l'interprete durante una mediazione (partecipante non protagonista), il fatto che in epoche antiche non si aveva rispetto per la lingua dei popoli vinti, che quindi dovevano imparare quella di chi li aveva sconfitti, e che vi era anche allora l'abitudine di usare una lingua franca (prima il greco accadico, poi il latino in Europa, l'arabo in Africa e lo spagnolo in sud America), le informazioni sull'interpretazione in passato sono scarse o inesistenti.
Nell'antichità gli interpreti venivano impiegati soprattutto in ambito commerciale e militare e l'interpretazione non veniva vista come una professione ma come un'abilità innata che le classi sociali più elevate chiedevano indistintamente a soldati, burocrati o schiavi. I protointerpreti erano soprattutto mediatori di cui ci si avvaleva perché conoscevano due lingue, due diverse culture e i luoghi dove operavano. Traducevano secondo la modalità che oggi definiremmo ‘di trattativa’ oppure sussurrando all'orecchio dell'ascoltatore (chuchotage).
L'attestazione più antica sull'uso dell'interpretazione risale al 3000 a.C. ed è rappresentata da un'iscrizione sulle tombe dei Principi di Elefantina. L'isola di Elefantina è un'isola del Nilo che si trova nella regione meridionale dell'Egitto, nei pressi di Assuan, al confine con la Nubia. Per motivi commerciali i Faraoni ebbero bisogno di dragomanni (ossia interpreti, dall'aramaico) per comunicare con le regioni vicine e pertanto nominarono i Principi di Elefantina che conoscevano la lingua delle tribù confinanti ‘sovrintendenti dei dragomanni’.
Anche i Romani facevano uso di interpreti, benché il latino fosse la lingua ufficiale dell'Impero. Venivano impiegati soprattutto in ambito militare per coordinare le legioni, che spesso erano caratterizzate da una elevata multietnicità, e nei negoziati di pace.

## L'età dei viaggi di esplorazione
I grandi esploratori si avvalsero sempre dell'ausilio di interpreti. Cristoforo Colombo portò con sé Luis De Torres perché conosceva l'ebraico e l'arabo e, nei viaggi successivi alla scoperta dell'America, usò gli indigeni stessi come interpreti.
Anche Hernan Cortés ebbe un'interprete fidata: la Malinche (Doña Marina). La donna di origine azteca era un dono che i Maya, presso i quali era schiava, avevano fatto al condottiero. Ella conosceva bene l'azteco che era la sua lingua madre e aveva appreso da bambina il maya durante la schiavitù. Giunto in Messico, Cortés usava frate Geronimo de Aguilar, che sapeva il maya, per comunicare con questa civiltà e cominciò a servirsi della Malinche per interagire con gli Aztechi. La schiava traduceva infatti dall'azteco in maya e il frate dal maya in spagnolo, dando vita al primo caso di relais. Successivamente la Malinche imparò lo spagnolo e interpretò direttamente tra Montezuma e Cortès, di cui divenne ‘la lingua e l'orecchio'. Per aver servito così fedelmente i conquistatori spagnoli, il termine malinchismo è rimasto in spagnolo ad indicare un traditore.
Anche Darwin nelle sue esplorazioni si faceva sempre accompagnare da un gaucho che sapesse lo spagnolo e la lingua indigena.

## La nascita dell'interpretazione di conferenza
I primi interpreti professionisti iniziarono la loro attività all'inizio del Novecento ed erano in primo luogo diplomatici che venivano impiegati in ambito politico e che usavano le stesse modalità di interpretazione dei protointerpreti. Si trattava di persone che iniziavano quest'attività per caso e senza alcuna preparazione specifica. Il loro impiego si intensificò in particolar modo con la Prima Guerra Mondiale poiché era necessario che gli alleati di lingua francese comunicassero con quelli di lingua inglese che non conoscevano il francese. La conferenza di pace di Parigi del 1919 rese questo fenomeno ancora più evidente dal momento che al tavolo delle trattative sedettero delegati non solo di lingua inglese e francese ma anche giapponesi, italiani e quelli di 32 potenze minori (Polonia, Grecia, Romania…). Jean Herbert, uno dei pionieri dell'interpretazione di conferenza per la Società delle Nazioni, testimonia che non vi era ancora una tecnica precisa e che inizialmente si traduceva frase per frase (consecutiva breve). Solo successivamente, con il procedere delle sedute delle varie commissioni per i negoziati di pace, gli interpreti, che oramai avevano acquisito una certa esperienza, cominciarono a sviluppare la tecnica della presa di note dando vita all'Interpretazione Consecutiva standard (IC).
Nel primo dopoguerra l'interpretazione consecutiva andò diffondendosi viepiù, ma l'impiego di questa tecnica imponeva almeno di raddoppiare i tempi necessari (anche di triplicare o quadruplicare a seconda del numero di lingue per cui serviva la traduzione). Nacque quindi la necessità di velocizzare i tempi e furono così messi a punto negli anni Venti degli impianti a trasmissione radio che furono poi utilizzati per tradurre simultaneamente in occasione di congressi internazionali (Organizzazione Internazionale del Lavoro a Ginevra nel 1927, Comintern a Mosca nel 1933 e altri). Tuttavia in ambito diplomatico si preferiva la consecutiva perché i delegati con la simultanea non potevano valutare l'aderenza al testo di partenza. Solo col Processo di Norimberga (novembre 1945 – ottobre 1946) l'Interpretazione Simultanea (IS) si affermò definitivamente, poiché era necessario tradurre tutte le udienze in inglese, francese, tedesco e russo e la IC avrebbe comportato una dilazione insostenibile dei tempi. Anche in questo caso i primi interpreti simultaneisti dovettero imparare sul campo la tecnica (alcuni di loro però conoscevano la IC) con possibilità di esercitarsi quando non erano di turno. Ogni interprete lavorava solo verso la madrelingua per al massimo due sessioni da 45 minuti al giorno e con un giorno di riposo ogni due lavorati. Mentre però non erano in cabina dovevano esercitarsi o effettuare traduzioni scritte.
A partire dal secondo dopoguerra l'interpretazione si diffuse sempre di più e non solo in ambito politico bensì anche in campo economico-commerciale, socio-culturale e scientifico. L'istituzione di diverse organizzazioni internazionali governative e non, come l'ONU, il WTO, la NATO e l'UE (comprese le relative tappe precedenti con CECA, CEE …) fece sì che la simultanea prevalesse sulla consecutiva perché nelle riunioni plenarie consentiva un notevole risparmio di tempo. Benché la consecutiva sia ancora usata negli incontri bilaterali, oggi nel mercato del lavoro la IS è sicuramente la forma di interpretazione più diffusa.

## La nascita degli istituti di formazione universitaria per interpreti di conferenza professionisti
Con l'aumentare dell'impiego di IC e IS è anche cresciuta sempre di più la necessità di formare interpreti professionisti con competenze tecniche solide e non improvvisate. Fu istituita quindi nel 1941 la prima Scuola per Interpreti presso l'Università di Ginevra, alla quale seguirono altre scuole molto prestigiose come quelle di Vienna (1943) in Austria, Magonza (Germersheim), Heidelberg e Monaco in Germania, Georgetown a Washington, la Scuola Superiore per Interpreti e Traduttori (SSIT) a Milano (1951), e successivamente le Scuole Superiori di Lingue Moderne per Interpreti e Traduttori in Italia: dapprima quella dell'Università di Trieste nel 1953 e la Civica di Milano nel 1980, e nel 1989 quella dell'Università di Bologna con sede a Forlì. 